# Hit Mania Champions 2018
Hit Mania Champions 2018 è una compilation primaverile di artisti vari facente parte della serie Hit Mania, uscita nei negozi il 9 Marzo 2018.
È stata pubblicata sia in versione singola (2 CD + rivista), sia in versione cofanetto (4 CD + rivista) dove oltre "Hit Mania Champions 2018" e "Hit Mania Champions 2018 Club Version" troverete anche il CD3: "DEEP HOUSE PARTY Champions 2018" e il CD4: "EDM Elecrtonic Dance Music #5".
La compilation è stata mixata dal disc jockey Mauro Miclini di Radio Deejay.
La copertina è stata curata e progettata da Gorial.

## Tracce CD1
1. Mexican Institute Of Sound – Pa la calle (feat. Lorna)
2. Dennis Lloyd – Nevermind
3. Betta Lemme – Bambola
4. Avicii feat. Rita Ora – Lonely together
5. Justin Bieber, Bloodpop® – Friends
6. Baldazar – Havana
7. Maroon 5 feat. Sza – What Lovers Do
8. Pink – What about us
9. Lost Frequencies & Zonderling – Crazy
10. SDJM & Conor Maynard – That Way
11. Purple Disco Machine feat. Joe Killington & Duane Harden – Devil in Me
12. Jax Jones feat. Ina Wroldsen – Breathe
13. Ofenbach vs Nick Waterhouse – Katchi
14. Alok & Mathieu Koss – Big Jet Plane
15. EMD Project feat. Robin Marchetti – Falling Star (Original Edit Version)
16. Mary Loscerbo – Tick tick tock (Alex Di Lecce Remix)
17. Mc Groove feat. Fabio D'Andrea – I feel all right
18. Steven May – A thing called love
19. Cristian Gheri – Transilvania from America
20. Jacopo Galeazzi – Here with me
21. Imagine Dragons – Whatever it takes
22. Zayn feat. Sia – Dusk till dawn
23. JP Cooper – She's on my mind
24. Alice Merton – No roots

## Tracce CD2
1. Alain Deejay feat. Katiuscia Ruiz – Mirame (Giovix Remix)
2. Andrea Esse vs Marco Ferretti feat. Saretha – Be with you
3. Nina Hills – El DJ es un puerco
4. Lukino Simjay feat. Joy Jackson – Again
5. Lorenz Nardo, Ema D Ft. Bubble Boy – Get me closer
6. Baldazar – It’s Your Time
7. Mirko Alimenti feat. Rytha Nicols – Baby don’t stop
8. Jacob Galsen – Candyman
9. Heart Killer – Something new
10. Aisha & Pentium DJ – Dil Mera
11. Devid Morrison & X-Bond – Dancing In The Night
12. Chris Lain – Stay With You
13. Olp1 feat. Anna – Living for the music
14. Mihai MihaiBiagio Lisanti vs Danny Barba Nera & Junior Paes – Sex
15. Mihai Mihai – Only you
16. Jungle Kid – Don’t forget me
17. Emanuele Carocci & Oscar B – Your Soul
18. Midnight – Survivor
19. Enzo Saccone & Mr. Diddy – The stormy sky
20. The Gardner – Condemned
21. Denis Goldin feat. Rob Hazen – Endless Summer
22. The Gardner – Teenager song
23. Electro Boy Vs Hugo The Producer & Junior Paes – I met you
24. Dj Mauro Fire – What about